# Iron Man (serie animata 2010)
Iron Man (アイアンマン?, Aian Man) è un anime di dodici episodi trasmesso da Animax a partire dal 1º ottobre 2010 ed ispirato al personaggio della Marvel Iron Man. L'anime è il primo del progetto Marvel Anime, in cui alcuni personaggi della Marvel saranno adattati in animazione da studi giapponesi. La serie è diretta da Yuzo Sato e scritta da Warren Ellis, mentre l'animazione è prodotta dallo studio Madhouse.

## Trama
Tony Stark è un fisico, un ingegnere, e l'amministratore delegato di un'importante azienda produttrice di armi. Tuttavia, su un campo di battaglia viene ferito dalle sue stesse armi e fatto prigioniero dai terroristi. Al fine di sopravvivere, Stark crea l'armatura Iron Man e riesce a fuggire. Una volta libero, Stark decide di dedicare la propria vita al perseguimento della pace nel mondo con la tecnologia Iron-Man e quindi si trasferisce in Giappone per utilizzare le risorse del "Lab 23", luogo in cui si trova il primo reattore Arc al mondo. Tuttavia il nostro eroe, volendo dedicarsi completamente alla ricerca, decide di ritirarsi dall'azione, annunciando al contempo la produzione di un nuovo Iron Man chiamato "Dio", che prenderà il suo posto nella difesa della giustizia. Durante la cerimonia per l'annuncio però, "Dio" va fuori controllo, sabotato dalla misteriosa organizzazione nota come "Zodiac", e le intenzioni di cambiare vita di Tony Stark dovranno necessariamente essere riviste.

## Personaggi e doppiatori
- Keiji Fujiwara: Tony Stark / Iron Man
- Takako Honda: Dr. Chika Tanaka
- Shizuka Itō: Nanami Ōta
- Marina Inoue: Aki
- Unshō Ishizuka: Mr. Kuroda
- Hiroe Oka: Pepper Potts
- Rikiya Koyama: James "Logan" Howlett / Wolverine

## Episodi
| Nº | Titolo italiano Giapponese 「Kanji」 - Rōmaji                                    | In onda          | In onda |
| Nº | Titolo italiano Giapponese 「Kanji」 - Rōmaji                                    | Giapponese       |         |
| 1  | Iron Man arriva in Giappone 「アイアンマン、来日」 - Aian Man, Rainichi          | 1º ottobre 2010  |         |
| 2  | Alla ricerca del nucleo scomparso 「消えた核を追え」 - Kieta Kaku o Oe           | 8 ottobre 2010   |         |
| 3  | Il progetto ripristinato 「蘇るプロジェクト」 - Yomigaeru Purojekuto             | 15 ottobre 2010  |         |
| 4  | Riunione 「再会」 - Saikai                                                       | 22 ottobre 2010  |         |
| 5  | Stazione Arc, contaminazione 「アークステーション、感染」 - Āku Sutēshon, kansen | 29 ottobre 2010  |         |
| 6  | Guerra cibernetica 「電脳戦線」 - Dennō Sensen                                   | 5 novembre 2010  |         |
| 7  | Fuga 「脱出」 - Dasshutsu                                                        | 12 novembre 2010 |         |
| 8  | Ragazza 「少女」 - Shōjo                                                         | 19 novembre 2010 |         |
| 9  | VS Iron Man 「VSアイアンマン」 - Bāsasu Aian Man                                 | 26 novembre 2010 |         |
| 10 | Volontà di ferro 「鋼鉄の意志」 - kōutetsu no Isshi                              | 3 dicembre 2010  |         |
| 11 | Colui che tira i fili 「黒幕」 - kuromaku                                        | 10 dicembre 2010 |         |
| 12 | La luce all'orizzonte 「永遠の光」 - Eien no Hikari                              | 17 dicembre 2010 |         |